# Домашнее поле
«Домашнее поле» — российский спортивно-драматический сериал производства «НМГ Студия» и Hype Film, адаптация норвежского сериала «На своем поле» (2018).
Премьера сериала состоялась 26 мая на онлайн-платформе more.tv, первые две серии также были показаны в кинотеатре «Художественный». Позже сериал попадёт в эфир телеканала СТС. «Домашнее поле» стал одним из линейки оригинальных проектов more originals.

## Сюжет
Провинциальный футбольный клуб «Красный ястреб» потерял опытного тренера после того, как вышел в Российскую Премьер-Лигу. Спонсоры хотят видеть новым тренером самого популярного игрока клуба Фила Никитина, но генеральный директор Антон Данин решает иначе. Он приглашает руководить «Красным ястребом» москвичку Елену Волкову, которая недавно вывела свою женскую команду в Лигу чемпионов. Елена вместе с дочерью Ритой переезжает в маленький городок и становится первой женщиной-тренером в истории. Ей предстоит столкнуться с нетерпимыми болельщиками, недовольством спонсоров и предрассудками собственных подопечных.

## Персонажи

### В главных ролях
| Актёр             | Роль                                   |
| ----------------- | -------------------------------------- |
| Светлана Устинова | Елена Волкова тренер                   |
| Максим Матвеев    | Антон Данин генеральный директор клуба |
| Иван Янковский    | Филипп Никитин главная звезда клуба    |

### В ролях
| Актёр              | Роль                                           |
| ------------------ | ---------------------------------------------- |
| Игорь Верник       | Семён Сергеевич Титов владелец клуба           |
| Александра Хромова | Рита дочь Елены Волковой                       |
| Григорий Верник    | Денис парень Риты                              |
| Богдан Голощук     | Андрей Воробьёв игрок                          |
| Фёдор Леонов       | Илья Степанов игрок                            |
| Азиз Эшонкулов     | Динияр Амиров игрок                            |
| Влада Ерофеева     | Юля                                            |
| Александр Марин    | Равиль Липатов тренер                          |
| Владимир Горюшин   | Сан Саныч администратор                        |
| Андрей Аверьянов   | Николай Рыбаков руководитель фан-клуба         |
| Вадим Медведев     | Валерий Калюжный главный тренер ФК «Фаза» Тула |

## Производство
Съёмки сериала «Домашнее поле» стартовали в Москве в ноябре 2021 года, основной съёмочный процесс проходил в Липецке.

Это могла бы быть советская история про то, как первая женщина приходит управлять большим заводом или летит в космос. Спорт тут — просто хороший фон. Подобные сеттинги заставляют прочувствовать проблему, которую поднимает сюжет, наиболее ярко и доходчиво. И нам очень повезло с главной героиней, сыгранной Светой Устиновой. Она могла быть разной, заряжала положительной энергией и всех объединяла.
— Феликс Умаров, режиссер